# Deutsche Fußballmeisterschaft 1927/28
Die einundzwanzigste deutsche Fußballmeisterschaft wurde erst sehr spät beendet. Erst am 29. Juli konnte der neue deutsche Fußballmeister gekürt werden. Der Grund lag in der Teilnahme der Nationalmannschaft an den Olympischen Sommerspielen 1928 in Amsterdam. Die Endrunde um die deutsche Meisterschaft konnte daher erst am 8. Juli mit dem Achtelfinale beginnen.
Neuer Deutscher Meister wurde der Hamburger SV, der damit seinen zweiten, für einige bereits seinen dritten, Titelgewinn feiern konnte. Dagegen schien sich die Dominanz der Region Nürnberg/Fürth im deutschen Fußball dem Ende zuzuneigen. Zum ersten Mal seit 1913 konnte sich kein Team aus dieser Region für die Meisterschaftsendrunde qualifizieren. Sowohl der Titelverteidiger und Rekordmeister 1. FC Nürnberg als auch der zweifache Titelträger SpVgg Fürth waren bei der Endrunde nicht dabei. Der Club scheiterte bereits in der Bayernliga, die SpVgg in der sogenannten Trostrunde.
Dafür nahmen mit FC Wacker und FC Bayern München erstmals zwei Münchener Teams an der Meisterschaft teil und beide erreichten sogar das Halbfinale. Die Münchner Bayern gewannen bereits ihren zweiten süddeutschen Meistertitel und erlebten in dieser Zeit die erste Hochphase ihrer beeindruckenden Vereinsgeschichte. Sie galten in dieser Saison als hoch gehandelter Meisterschaftsfavorit. Umso deprimierender war das Aus im Halbfinale, als man gegen den HSV mit 2:8 unterging.
Eine Wachablösung gab es auch beim ATSB. Mit dem Titelgewinn von Adler Pankow aus Berlin ging zum ersten Mal seit sieben Spielzeiten die Meisterschaft nicht nach Sachsen. Bei der Deutschen Turnerschaft ging der Titel wie beim DFB in den Norden: Der Harburger TB 1865 holte sich zum ersten Mal den Sieg, hatte aber Glück, denn im Viertelfinale war der HTB bereits am TV Fürth 1860 gescheitert, kam aber am grünen Tisch doch noch ins Halbfinale. Die Deutsche Jugendkraft spielte in diesem Jahr keinen Meister aus.

## Teilnehmer an der Endrunde
| Verein                     | Qualifiziert als                                                   |
| VfB Königsberg             | Nordostdeutscher Meister                                           |
| Preußen Stettin            | Nordostdeutscher Vizemeister                                       |
| Breslauer SC 08            | Südostdeutscher Meister                                            |
| Vereinigte Breslauer Spfr. | Südostdeutscher Vizemeister                                        |
| Hertha BSC                 | Meister Berlin-Brandenburg                                         |
| Tennis Borussia Berlin     | Vizemeister Berlin-Brandenburg                                     |
| Hallescher FC Wacker       | Mitteldeutscher Meister                                            |
| Dresdner SC                | Mitteldeutscher Pokalsieger                                        |
| Hamburger SV               | Norddeutscher Meister                                              |
| Holstein Kiel              | Sieger der norddeutschen Qualifikationsrunde für den 2. Teilnehmer |
| SpVgg Sülz 07              | Westdeutscher Meister                                              |
| Crefelder FC Preußen 1895  | Westdeutscher Vizemeister                                          |
| FC Schalke 04              | Sieger der westdeutschen Qualifikationsrunde für den 3. Teilnehmer |
| FC Bayern München          | Süddeutscher Meister                                               |
| Eintracht Frankfurt        | Süddeutscher Vizemeister                                           |
| FC Wacker München          | Sieger der süddeutschen Qualifikationsrunde für den 3. Teilnehmer  |

## Achtelfinale
| Datum        |                           | Ergebnis  |                        | Stadion                         |
| ------------ | ------------------------- | --------- | ---------------------- | ------------------------------- |
| 8. Juli 1928 | Hamburger SV              | 4:2 (2:0) | FC Schalke 04          | Hamburg, Sportplatz Hoheluft    |
| 8. Juli 1928 | Hallescher FC Wacker      | 0:3 (0:2) | FC Bayern München      | Halle (Saale), Stadion am Zoo   |
| 8. Juli 1928 | SpVgg Sülz 07             | 3:1 (2:1) | Eintracht Frankfurt    | Köln, Müngersdorfer Stadion     |
| 8. Juli 1928 | Hertha BSC                | 7:0 (3:0) | Vgt. Breslauer Spfr.   | Berlin, Avus-Stadion            |
| 8. Juli 1928 | Crefelder FC Preußen 1895 | 1:3 (1:3) | Tennis Borussia Berlin | Hamborn, Schwelgernstadion      |
| 8. Juli 1928 | FC Wacker München         | 1:0 n. V. | Dresdner SC            | München, Heinrich-Zisch-Stadion |
| 8. Juli 1928 | Breslauer SC 08           | 2:3 (2:1) | VfB Königsberg         | Breslau, Sportplatz Kleinburg   |
| 8. Juli 1928 | Preußen Stettin           | 1:4 (1:3) | Holstein Kiel          | Stettin, Hans-Peltzer-Kampfbahn |

## Viertelfinale
| Datum         |                        | Ergebnis  |                   | Stadion                           |
| ------------- | ---------------------- | --------- | ----------------- | --------------------------------- |
| 12. Juli 1928 | VfB Königsberg         | 0:4 (0:2) | Hamburger SV      | Königsberg, VfB-Platz Maraunenhof |
| 12. Juli 1928 | FC Bayern München      | 5:2 (2:2) | SpVgg Sülz 07     | München, Heinrich-Zisch-Stadion   |
| 12. Juli 1928 | Holstein Kiel          | 0:4 (0:2) | Hertha BSC        | Kiel, Holstein-Stadion            |
| 12. Juli 1928 | Tennis Borussia Berlin | 1:4 (1:2) | FC Wacker München | Berlin, Stadion am Gesundbrunnen  |

## Halbfinale
| Datum         |              | Ergebnis  |                   | Stadion                        |
| ------------- | ------------ | --------- | ----------------- | ------------------------------ |
| 22. Juli 1928 | Hamburger SV | 8:2 (1:1) | FC Bayern München | Duisburg, Wedaustadion         |
| 22. Juli 1928 | Hertha BSC   | 2:1 (0:0) | FC Wacker München | Leipzig, Probstheidaer Stadion |

## Finale
| Hamburger SV                                        | Hamburger SV | Hertha BSC | Hertha BSC |
| --------------------------------------------------- | --- | --- | ---------- |
| Hamburger SV                                        | \| Sonntag, 29. Juli 1928 in Altona (Altonaer Stadion) \| \| Ergebnis: 5:2 (3:1) \| \| Zuschauer: 42.000 \| \| Schiedsrichter: Theodor Maul (Nürnberg) \|                                   | \| Sonntag, 29. Juli 1928 in Altona (Altonaer Stadion) \| \| Ergebnis: 5:2 (3:1) \| \| Zuschauer: 42.000 \| \| Schiedsrichter: Theodor Maul (Nürnberg) \|   | Hertha BSC |
| Hamburger SV                                        | Wilhelm Blunk – Albert Beier, Walter Risse – Hans Lang, Asbjørn Halvorsen, Otto Carlsson – Walter Kolzen, Heinrich Ziegenspeck, Otto Harder, Franz Horn, Hans Rave Cheftrainer: Rudolf Agte | Alfred Götze – Emil Domscheidt, Max Fischer – Otto Leuschner, Karl Tewes, Ernst Müller – Hans Ruch, Johannes Sobek, Hans Grenzel, Willi Kirsei, Erich Gülle | Hertha BSC |
| Hamburger SV                                        | 1:0 Harder (7.) 2:0 Rave (17.) 3:0 Kolzen (20.) 4:1 Horn (57.) 5:1 Kolzen (64.) | 3:1 Kirsei (24.) 5:2 Grenzel (75.) | Hertha BSC |
| Sonntag, 29. Juli 1928 in Altona (Altonaer Stadion) | | |            |
| Ergebnis: 5:2 (3:1)                                 | | |            |
| Zuschauer: 42.000                                   | | |            |
| Schiedsrichter: Theodor Maul (Nürnberg)             | | |            |

## Torschützenliste
| Spieler | Spieler         | Verein            | Spiele | Tore |
| ------- | --------------- | ----------------- | ------ | ---- |
| 1.      | Otto Harder     | Hamburger SV      | 3      | 7    |
| 2.      | Hans Grenzel    | Hertha BSC        | 4      | 7    |
| 3.      | Josef Pöttinger | FC Bayern München | 3      | 5    |
| 4.      | Franz Horn      | Hamburger SV      | 4      | 5    |
| 4.      | Hans Rave       | Hamburger SV      | 4      | 5    |